# 조기경보레이더

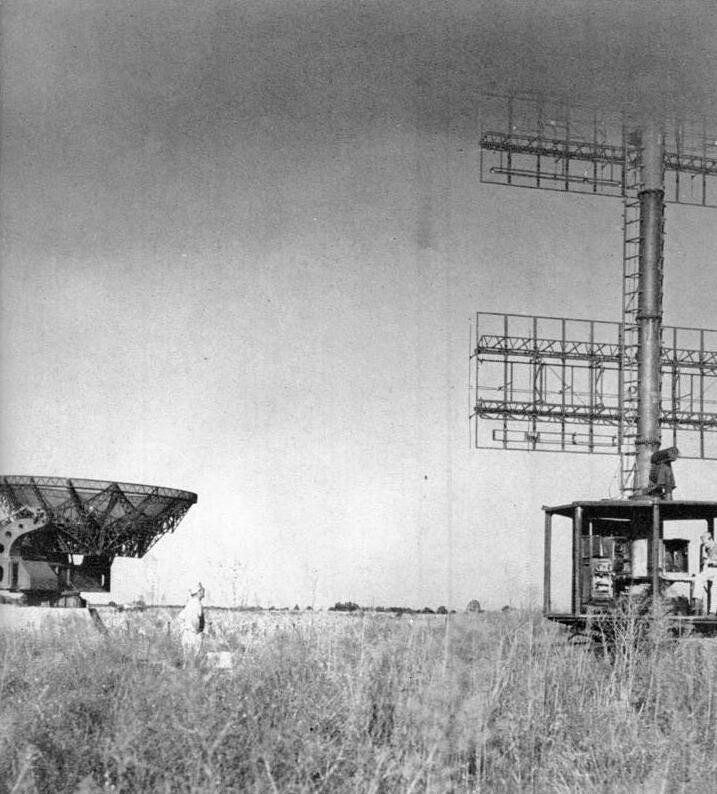
2차대전 당시 독일의 프레야 레이다

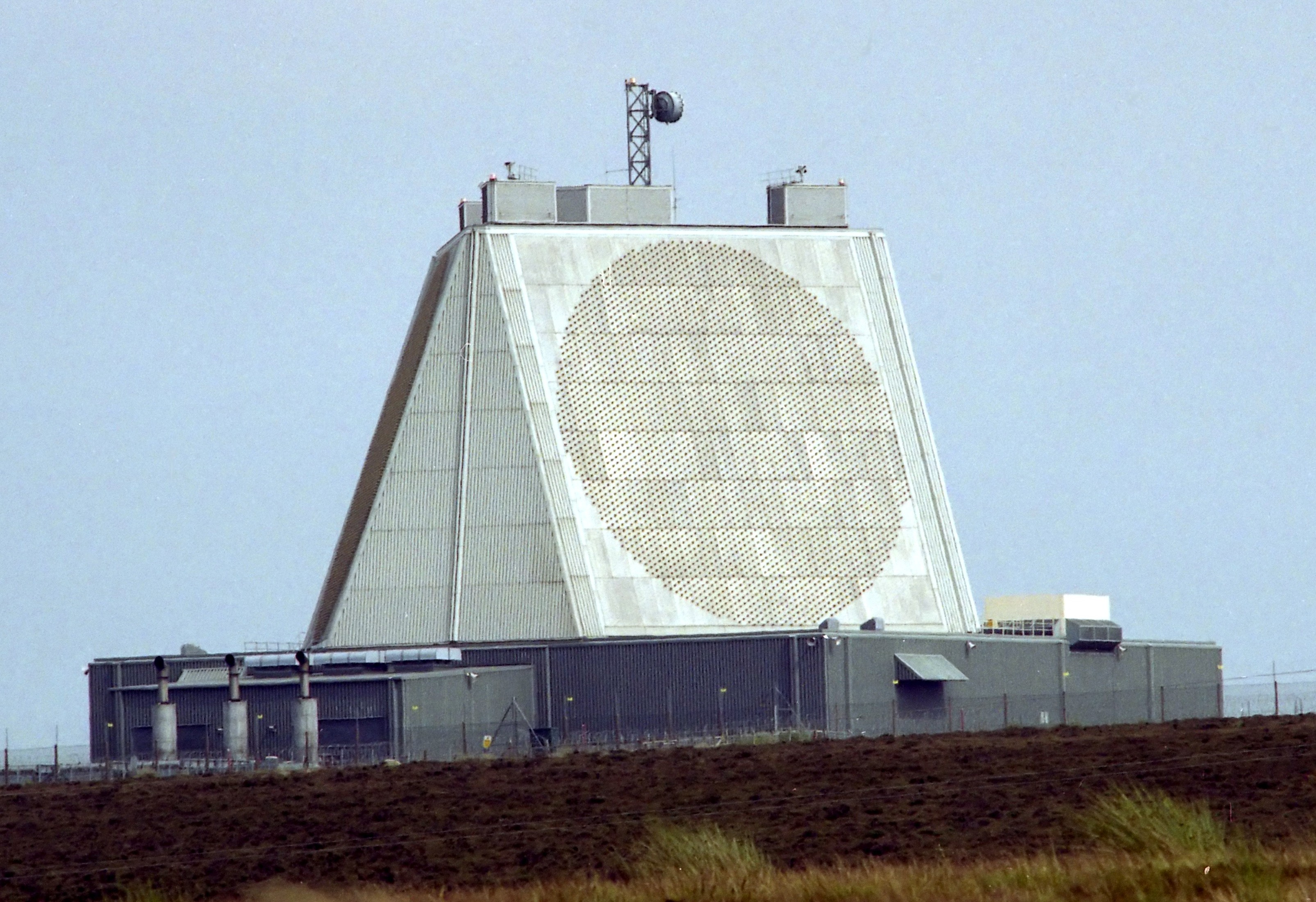
영국 파일링데일스 공군기지의 AN/FPS-132 레이다. 3면으로 되어 120도씩 360도를 감시한다.

조기경보레이더(早期警報 - , 영어: early-warning radar)는 적의 장거리 탄도 미사일을 탐지하는 장거리 레이다를 말한다.

## 역사
최초의 조기경보레이다는 탐지거리가 160-240 km 밖에 되지 않았다. 제2차 세계대전 당시 영국은 체인 홈 조기경보레이다를 해안에 설치했다. 독일은 탐지거리 200 km인 프레야 레이다를 1000대 이상 생산해 지상에 배치했다.
오늘날 미국, 러시아, 중국의 조기경보레이다는 탐지거리가 5,000 km를 넘는다.

## 같이 보기
- 조기경보기
- 경보즉시발사
- 레이다 사이트
- 1983년 핵무기 신호 오인 사건(영어판)
  - 스타니슬라프 페트로프
  - 위험한 게임 (영화)